# 在フランス日本人
在フランス日本人（ざいフランスにほんじん、在仏日本人(ざいふつにほんじん)とも）では、フランスで生活する日本人について記述する。
約3万人におよぶ在仏日本人の多くは数年間の在住であるが、フランスでの永住権を得た日本人や、フランス生まれの者も含む。永住者や2世、3世などは日系フランス人（にっけいフランスじん）とも言われる。在仏日本人の過半数はパリ都市圏に在住している。パリの日本人コミュニティとしては特に15区、16区での居住が多く、また日本関係の支店・商店がガルニエ宮（オペラ座）周辺に集積している。企業、官公庁等勤務者だけでなく、留学・研修生、自由業者等の多様な属性の人々が多い。
在フランスの他の外国人と比べた特徴としては、滞在期間が数年で短いことがある。また地域住民と関わる暮らしではなく勤務先中心の生活を送っている、日本文化を強く主張することが少ないといった指摘もある。
なおフランスでは、特にパリを中心に、寿司、ラーメン等の日本料理店や、日本のアニメ、漫画が多くみられるようになっており、また柔道も普及している。
日本では、特にパリはファッションや美術、料理などで世界最先端、流行の発信地としての憧れのイメージが広く持たれている。反面、そうした先入観と、現実には日本より不便な点も多いフランス生活との大きな相違を感じ、パリ症候群といった適応障害を生じる事例についても指摘される。

## 脚註
1. ↑  “MOFA Japan” (2019年12月9日). 2020年11月13日閲覧。
2. ↑  太田 博昭『パリ症候群』トラベルジャーナル、1991年。ISBN 978-4895592338